# Droga I/49 (Słowacja)
Droga krajowa 49 (słow. Cesta I/49) – droga krajowa I kategorii na Słowacji prowadząca od dawnego przejścia granicznego z Czechami do miasta Púchov i autostrady D1. Jedno-jezdniowa trasa jest przedłużeniem czeskiej drogi nr 49. W przyszłości równolegle do drogi pobiegnie nowoczesna ekspresowa trasa R6. Obecnie parametry jedno-jezdniowej drogi ekspresowej ma odcinek między autostradą D1 a miastem Púchov (o długości ok. 6 kilometrów).